# Black Light
Black Light (Black Light) ist ein kanadischer TV-Thriller des Regisseurs Michael Storey aus dem Jahr 1998. Alternativtitel ist Im Schatten des Killers.

## Handlung
Sharon Avery hat eine seltene Gabe: hellseherische Fähigkeiten. Sie hilft der Polizei einen entführten Jungen zu finden. Durch einen tragischen Autounfall verliert Sharon ihre Gabe und will sich das Leben nehmen. Im letzten Augenblick hat sie plötzlich eine Vision, in der sie einen unheimlichen Mann beobachtet, der sich an ein Kind heranschleicht. Sicher, ihre Fähigkeiten wieder zu haben, geht sie zur Polizei. Der Einzige, der ihr Glauben schenkt, ist Inspektor Franz Schuhmann. Also machen sich die beiden auf die Jagd nach dem psychopathischen Kindermörder aus Sharons Vision. Bald müssen sie erkennen, dass der Mörder gerissener ist, als ihnen lieb ist. Bald verhaftet die Polizei einen Mann in einem verfallenen Haus, in dem Glauben es sei der gesuchte Mörder … falsch gedacht. Der Mörder ist bereits bei Sharon im Haus. Er weiß von ihrer Fähigkeit und will sie beiseiteschaffen. Im letzten Moment kann sie den Mörder erschießen.

## Kritik
„Nachdem einige logische Klippen umschifft sind, wird’s richtig spannend. Ziemlich abstrus, aber trotzdem fesselnd.“